# Flavio Carera
Flavio Carera (Bergamo, 18 gennaio 1963) è un ex cestista italiano, attivo tra gli anni ottanta e gli anni novanta. Alto 206 centimetri, giocava come centro.

## Carriera

### Club
Prodotto del vivaio del club della sua città natale, Carera è diventato giocatore-simbolo per la Virtus Bologna e la Libertas Livorno. Nella sua lunghissima carriera cestistica ha anche militato con l'Alpe Bergamo, la Pallacanestro Reggiana, la Virtus Roma, Fabriano e Montecatini.
Con la Libertas Livorno si è affermato arrivando ad un passo dallo scudetto nella finalissima nel 1989, quando Livorno per un canestro a tempo scaduto di Andrea Forti non si è laureata Campione d'Italia.
Lasciata Livorno, è approdato a Bologna sponda Virtus, dove è divenuto un idolo e ha vinto tre scudetti, una Coppa Italia e una supercoppa.

### Nazionale
È stato un pilastro della Nazionale azzurra con la quale ha collezionato 129 presenze, segnando 598 punti totali, arrivando a vincere:
- 1993: Oro ai Giochi del Mediterraneo in Francia
- 1994: Argento ai Goodwill Games di San Pietroburgo
- 1997: Argento al Campionato Europeo di Barcellona.
- 2008: Oro al Campionato Europeo Over-40 di Pesaro
- 2009: Oro ai Mondiali di Pallacanestro Over-45 di Praga
- 2010: Oro al Campionato Europeo Over-45 di Zagabria
- 2011: Oro ai Mondiali di Pallacanestro Over-45 di Natal (Brasile)
- 2012: Oro al Campionato Europeo Over-45 di Kaunas
- 2013: Oro ai Mondiali di Pallacanestro Over-50 di Salonicco
- 2014: Bronzo al Campionato Europeo Over-50 di Ostrava

Con la maglia della Nazionale, ha inoltre disputato:
- 1987: il Campionato Europeo di Atene
- 1989: il Campionato Europeo di Zagabria
- 1993: il Campionato Europeo di Germania
- 1995: il Campionato europeo Atene

## Palmarès
- Campionato italiano: 3

Virtus Bologna: 1992-93, 1993-94, 1994-95
- Coppa Italia: 1

Virtus Bologna: 1997
- Supercoppa italiana: 1

Virtus Bologna: 1995